# Санчи, Феликс
Феликс Санчи (итал. Felix Santschi; 1 декабря 1872 — 20 ноября 1940) — швейцарский энтомолог и врач, крупный систематик, мирмеколог. Описал около 2000 видов, подвидов и других таксонов муравьёв, первым обнаружил, что муравьи используют солнце в качестве компаса.

## Биография
Родился 1 декабря 1872 года в коммуне Бекс, кантон Во, Швейцария. Санчи был сыном Xavier Conrad Santschi и его жены Lydie, урождённой Reymond. Первоначально его семья жила в Ментоне на Лазурном берегу. После землетрясения они эмигрировали в Буэнос-Айрес, а затем переехали в Лозанну (Швейцария).
С 1895 по 1897 год Санчи был ассистентом анатома и ассистентом таксидермиста в Лозаннском университете, где он также работал у профессора Эдуарда Фредерика Буньона (Frédéric Édouard Bugnion, 1845—1939). В 1896 году он вместе с Огюстом Форелем и Буньоном отправился в исследовательскую поездку в Колумбию и Венесуэлу, где они собирали муравьев. При поддержке Буньона он изучал медицину в Лозаннском университете с 1895 года и закончил его в 1900 году. Однако он не смог практиковать, поскольку не получил федеральный аттестат об окончании школы. В 1901 году он отправился в Тунис, где сначала поселился в столице, в городе Тунис, а затем стал первым иностранным врачом, открывшим практику в Кайруане. Тунисцы дали ему имя «Табиб-эн-немль» («Tabib-en-neml»), что переводится как «муравьиный доктор». В 1902 году он женился на Эмме Сульгер.
В 1940 году он вернулся в Швейцарию. Умер 20 ноября 1940 года в Лозанне (Швейцария).

## Признание
В 1985 году Цюрихский университет учредил Фонд Феликса Санчи. В честь Ф. Санчи названо более 10 видов муравьёв и других членистоногих, в том числе Amblyopone santschii (Menozzi, 1922), Brachymyrmex santschii Menozzi, 1927, Crematogaster santschii Forel, 1913, Dorymyrmex santschii Gallardo, 1917, Leptanilla santschii Wheeler & Wheeler, 1930, Minosia santschii Dalmas, 1921 (паук), Monomorium santschii (Forel, 1905), Myopias santschii (Viehmeyer, 1914), Oligomyrmex santschii Weber, 1943, Opopaea santschii Brignoli, 1974, Oxyopomyrmex santschii Forel, 1904, Polyrhachis santschii Mann, 1919, Pseudomicroides santschii (von Schulthess, 1925; оса), Pseudomyrmex santschii (Enzmann, 1944), Solenopsis santschii Forel, 1905, Talanites santschii Dalmas, 1918, а также род Santschiella Forel, 1916 и другие таксоны (подвиды, вариететы).

## Труды
Санчи известен своими новаторскими работами по изучению навигационных способностей муравьев. В одном из экспериментов он исследовал, как муравьи-жнецы используют небо для навигации. Он обнаружил, что, пока был виден хотя бы небольшой участок неба, муравьи могли возвращаться прямо в гнездо после сбора пищи. Однако когда небо полностью скрывалось, они теряли чувство направления и начинали двигаться бессистемно. Позднее Карл фон Фриш нашёл этому объяснение, узнав, что солнечный свет поляризован, и убедился, что насекомые могут воспринимать его, работая с пчелами. Около семидесяти лет спустя было показано, что муравьи ориентируются по поляризации света.
Однако, поскольку все его работы были опубликованы на французском языке в довольно недоступных журналах, большая часть его научного наследия осталась непрочитанной. Практикуя в качестве врача в Северной Африке и, следовательно отрезанный от большей части научного мира своего времени, Санчи был научным одиночкой. Когда он умер в 1940 году, в трех коротких некрологах, опубликованных в небольших энтомологических журналах (Kutter 1940; Donisthorpe 1941; Sachtleben 1941), не было даже упоминания о его кропотливой экспериментальной работе в области биологии поведения и сенсорной физиологии, не говоря уже о том, чтобы оценить её по достоинству.
Санчи был членом Швейцарского энтомологического общества (SEG, Schweiz. Entomologischen Gesellschaft).
Открыл и описал впервые для науки около 2000 новых таксонов муравьёв (Cephalotes texanus и другие). С 1906 по 1938 год он опубликовал более 180 печатных работ.